# Harry Frankfurt

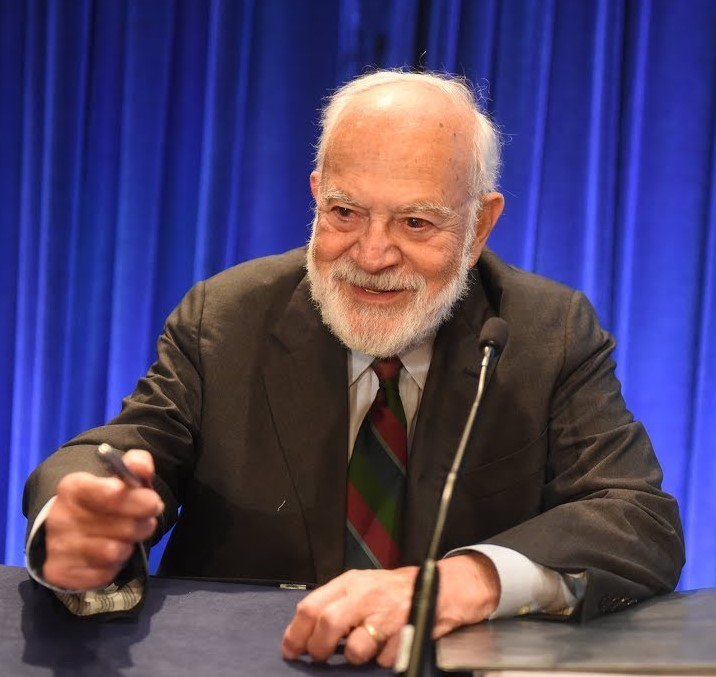
Harry Frankfurt, 2018

Harry Gordon Frankfurt (* 29. Mai 1929 in Langhorne, Pennsylvania; † 16. Juli 2023 in Santa Monica, Kalifornien) war ein US-amerikanischer Philosoph. Er war Professor für Philosophie an der Princeton University. Seine Arbeitsgebiete umfassten Ethik, Philosophie des Geistes, Handlungstheorie und die Philosophie des 17. Jahrhunderts. Sein 2005 erstmals in Buchform erschienenes Werk On Bullshit wurde in den USA zum Bestseller.

## Leben
Frankfurt studierte an der Johns Hopkins University, wo er 1949 den Bachelor- und 1954 den Doktorgrad erlangte. Anschließend war er Soldat der United States Army. 1956 wurde er Assistant Professor an der Ohio State University. 1962 folgte eine Position als Associate Professor für Philosophie an der State University of New York in Binghamton, New York. 1963 wechselte er als Research Associate an die Rockefeller University in New York City, wo er 1964 zum Associate Professor befördert wurde und 1969 schließlich eine volle Professur erlangte. Von 1966 bis 1973 saß er als Chairman der Philosophiegruppe der Rockefeller University vor. 1978 wechselte er zur Yale University, dessen Department of Philosophy er von 1978 bis 1987 als Chairman vorsaß. Neben Philosophie lehrte Frankfurt in dieser Zeit auch Rechtswissenschaft. Die letzten Jahre seiner formalen Lehr- und Forschungstätigkeit (1990–2002) verbrachte er an der Princeton University. Frankfurt war verheiratet und hatte zwei Töchter.
1995 wurde Frankfurt in die American Academy of Arts and Sciences gewählt.
Harry Frankfurt starb im Juli 2023 im Alter von 94 Jahren.

## Lehre
Harry Frankfurt ist insbesondere durch seine Analyse des Freiheitsbegriffs bekannt geworden. Unter Willensfreiheit versteht Frankfurt zunächst die Übereinstimmung von handlungswirksamem Willen und höherstufigen Wünschen. Ein höherstufiger Wunsch, oder Wunsch zweiter Ordnung, ist ein Wunsch, der sich selbst auf einen Wunsch oder Willen bezieht. Ein Beispiel ist etwa der Wunsch, nicht mehr rauchen zu wollen. Frankfurt hält einen so verstandenen Freiheitsbegriff zudem für konstitutiv für den Begriff der Person.

## Schriften
- On Inequality. Princeton University Press, Princeton, New Jersey, USA 2015, ISBN 978-0-691-16714-5.
  - deutsch von Michael Adrian: Ungleichheit: Warum wir nicht alle gleich viel haben müssen. Suhrkamp Verlag, Berlin 2016, ISBN 978-3-518-46661-2. (Hörbuch: John Verlag, 2016)
- On Truth. Alfred Knopf, New York City 2006.
  - Über die Wahrheit. Hanser, München 2007, ISBN 978-3-446-20838-4.
- Taking ourselves seriously & Getting it right. Stanford University Press, 2006.
  - Sich selbst ernst nehmen. Suhrkamp, Frankfurt 2007, ISBN 978-3-518-58485-9.
- On Bullshit. Princeton University Press, 2005.
- The Reasons of Love. Princeton University Press, 2004.
- Freiheit und Selbstbestimmung, Hg. M. Betzler und B. Guckes, versch. Übersetzer. Akademie Verlag, Berlin 2001.
- Necessity, Volition, and Love. Cambridge University Press, 1999.
- The Importance of What We Care about. Philosophical Essays. Cambridge University Press, 1988.